# Vražedné léto
Vražedné léto (v originále L'Été meurtrier) je francouzský dramatický film z roku 1983, který režíroval Jean Becker podle stejnojmenného románu Sébastiena Japrisota. Snímek měl světovou premiéru na filmovém festivalu v Cannes dne 10. května 1983.

## Děj
V roce 1976 se atraktivní dvacetiletá Eliane přistěhuje do provensálské vesnice se svým adoptivním otcem Gabrielem. Ve vesnici se seznámí s Florimondem má o Eliane zájem.
Ukáže se, že Eliane je plodem matčina znásilnění třemi cizími muži. Mezi těmito násilníky měl být i Florimondův otec, nyní už mrtvý, a Leballech a Touret, kteří vedou slušný život. Eliane vymyslí plán, jak se pomstít. Předstírá, že je těhotná a provdá se za Florimonda. Zjistí ale, že se mýlila, když jí její adoptivní otec prozradí, že skutečné násilníky před několika lety zastřelil. Eliane propadá šílenství. Florimond, zoufalý z duševního stavu své ženy, se domnívá, že se stala obětí Leballecha a Toureta a oba muže zastřelí.

## Obsazení
| Isabelle Adjaniová | Éliane Wieck                        |
| Alain Souchon      | Fiorimondo Montechiari              |
| Suzanne Flon       | Nine                                |
| Jenny Clève        | Fiorimondova matka                  |
| Maria Machado      | Paula Wieck Devigne, matka Éliane   |
| Évelyne Didi       | slečna Dieu, učitelka               |
| Jean Gaven         | Leballech, šéf pily                 |
| François Cluzet    | Mickey, Fiorimondův bratr           |
| Manuel Gélin       | Boubou, Fiorimondův bratr           |
| Roger Carel        | Henri, majitel dílny                |
| Michel Galabru     | Gabriel Devigne, otec Eliane        |
| Marie-Pierre Casey | slečna Tussaud, pečovatelka         |
| Cécile Vassort     | Josette, manželka Henriho           |
| Édith Scob         | doktorka                            |
| Martin Lamotte     | Georges Massigne                    |
| Yves Afonso        | Rostollan                           |
| Raymond Meunier    | pan Brochard                        |
| Jacques Dynam      | Ferraldo, šéf přepravní společnosti |
| Jacques Nolot      | Fiero                               |
| Patrice Melennec   | Pamier                              |
| Daniel Langlet     | majitel hotelu                      |
| Max Morel          | Touret                              |
| Virginie Vignon    | Lou Lou Lou                         |
| Catherine Le Couey | paní Brochard                       |
| Pierre Gallon      | oftalmolog                          |

## Ocenění
- César: nejlepší herečka (Isabelle Adjaniová), nejlepší střih (Jacques Witta), nejlepší herečka ve vedlejší roli (Suzanne Flon), nejlepší scénář nebo adaptace (Sebastien Japrisot); nominace v kategoriích nejlepší herec (Alain Souchon), nejlepší režie (John Becker), nejlepší film, nejlepší filmová hudba (Georges Delerue), nejlepší herec ve vedlejší roli (Francois Cluzet)